# 胡西克福爾斯 (紐約州)
胡西克福爾斯（英語：Hoosick Falls）是位於美國紐約州倫塞勒縣的村。

## 人口
根據2020年美國人口普查的數據，胡西克福爾斯的面積為4.14平方千米，皆為陸地。當地共有人口3216人，而人口密度為每平方千米777人。